# 7 rzeczy, których nie wiecie o facetach
7 rzeczy, których nie wiecie o facetach – polska komedia obyczajowa z 2016 roku w reżyserii Kingi Lewińskiej. W rolach głównych występują: Paweł Domagała, Piotr Głowacki, Zbigniew Zamachowski, Mikołaj Roznerski, Maciej Zakościelny oraz Leszek Lichota. Film promowała piosenka „7 rzeczy” w wykonaniu Libera oraz Mateusza Ziółki.
Plenery: Warszawa, Kraków.

## Fabuła
Film opowiada o grupie mężczyzn, którzy uczęszczają do jednej z warszawskich siłowni. Filip to bezrobotny lekkoduch marzący o otwarciu własnego baru, Jarosław to nieśmiały inspektor sanitarny szukający miłości swojego życia. Ricky to piosenkarz w średnim wieku, tworzący muzykę dla mniej wybrednych gustów. Kordian pracuje jako producent Ricky'ego, z powodu kredytów musi pracować nad muzyką, której nie znosi. Tomasz to pracownik korporacji, mający się wkrótce żenić i rozważający, czy chce się wiązać z jedną kobietą na całe życie. Stefan pracuje jako kierowca autobusu, ma problemy z agresją, po tym jak wrócił z misji w Afganistanie.

## Obsada
- Paweł Domagała – Filip
- Piotr Głowacki – Jarosław
- Zbigniew Zamachowski – Ricky
- Maciej Zakościelny – Kordian
- Mikołaj Roznerski – Tomasz
- Leszek Lichota – Stefan
- Aleksandra Hamkało – Zosia
- Alicja Bachleda-Curuś – Basia
- Dominika Kluźniak – Julia
- Joanna Opozda – Monika
- Marian Opania - ojciec Stefana
- Piotr Polk - producent
- Barbara Kurdej-Szatan - Andżela
- Tomasz Oświeciński - Roki
- Dariusz Maciborek - dziennikarz RMF FM
- Feliks Matecki – Olek
- Roksana Trzasko – Natalia

i inni.